# ヴァディス・オジジャ＝オフォエ
ヴァディス・オジジャ＝オフォエ（英語: Vadis Odjidja-Ofoe、1989年2月21日 - ）は、ベルギーとガーナの元サッカー選手。元ベルギー代表。現役時代のポジションはMF。

## クラブ歴
5歳の時に地元のKAAヘントの下部組織でサッカーを始めた。その後RSCアンデルレヒトの下部組織に移籍し、2006-07シーズンにはリザーブチームで優勝した。2007-08シーズンにトップチームに昇格、12月22日の試合で初めてのフル出場と初得点を記録した。
2008年1月初めにブンデスリーガのハンブルガーSVに移籍。2009年1月9日に90万ユーロでクラブ・ブルッヘに移籍した。
2014年8月にEFLチャンピオンシップのノリッジ・シティFCに移籍。9月16日の試合で途中出場しイングランド初出場を記録した。怪我に悩まされ満足にプレーする事は出来なかったが、チームはプレミアリーグに昇格した。2015年9月には1ヶ月の期限でEFLチャンピオンシップのロザラム・ユナイテッドFCに期限付き移籍した。
2016年8月にエクストラクラサのレギア・ワルシャワに完全移籍。42試合で5得点14アシストを記録し、リーグの最優秀ミッドフィールダーに選出された。
2017年7月9日にオリンピアコスFCに推定250万ユーロで移籍し3年契約を締結した。8月16日にUEFAチャンピオンズリーグ 2017-18 予選のHNKリエカ戦で移籍後初得点を記録した。11月22日にはUEFAチャンピオンズリーグ 2017-18 グループリーグでもスポルティング・クルーベ・デ・ポルトゥガルから得点を記録した。
2018年7月21日にKAAヘントが2年契約での加入を発表。2017-18シーズン終了前にペドロ・マルティンス監督の構想外である事を告げられた彼は、UEFAチャンピオンズリーグで得点を決めたスポルティングCPから興味を持たれていたが、シニシャ・ミハイロヴィッチ監督が解任された事によって破談となった。そのため220万ユーロで故郷のヘントに19年ぶりに戻る事となった。

## 代表歴
代表としては一貫してベルギー代表を選択した。
U-23代表では北京オリンピックに参加し、2試合に出場した。
2010年11月に血筋であるガーナのパスポートを取得し、ガーナ代表に転向する考えも持っていると明かした。しかし同月17日にベルギー代表としてロシア代表との親善試合に臨み、90分からエデン・アザールに代わって途中出場した。その後、2011年3月にUEFA EURO 2012予選のアゼルバイジャン代表戦にスティーヴン・ドフールと交代で90分から途中出場したため、ガーナ代表として出場する権利を失った。